# Роберто Визијани
Роберто Визијани, итал. Roberto de Visiani (Шибеник, 9. априла 1800 – Падова, 4. маја 1878), италијански лекар и ботаничар. Дугогодишњи професор универзитета и доживотни управник ботаничке баште у Падови.
Његов главни рад је Флора Далмације (Flora Dalmatica, 1842, 1847. и 1850). Познат по природњачком раду у западном Балкану и личном пријатељству са Јосифом Панчићем.

## Биографија
Рођен је у Шибенику 1800. године, где је завршио основну школу, а у Сплиту гимназију. Ту се упознао са познатим књижевником и каснијим политичарем у Италији Николом Томазео. Уписао је 1817. студију медицине у Падови, где је 1822. постао доктором. Због посебног занимања за ботанику, примљен је за асистента професора ботанике на универзитету, и на том се положају задржао четири године. Иако му је понуђено продужење уговора одлучио се за повратак у Далмацију, где је најпре био приватни лечник, а касније чиновник у Дрнишу, Котору и Будви (1826-1835). Цело време боравка у Далмацији се уз лечничке обавезе интензивно бавио проучавањем флоре.
Када је 1835. у Падови остала упражњена катедра ботанике, конкурисао је и постављен за професора ботанике и за управитеља Ботаничког врта у Падови. На том положају задржао се преко 40 година (од 1836. до краја живота). Под руководством Роберта де Визијанија, Ботаничка башта Падове је проширена да прими бројне нове врсте из целог света. Настављајући рад својих претходника допринео је садњом кедрова, борова, магнолија, а извео је и брежуљке с кривудавим стазама у енглеском стилу. Током рада у институцији знатно је допринео развоју хортикултуре. За истраживање оплодње код биљке Vanilla planifolia (извор зачина ванилија), награђен је златном медаљом Хортикултурног друштва у Бечу. Такође, у част 300. годишњице оснивања ботаничког врта, 1845. је организовао прву изложбу цвећа у тадашњој Ломбардско-венетској краљевини.
Заједно са својим учеником Андреом Масалонгом први је у Италији проучавао фосилне биљке. Бавио се мекушцима и рибама, али ипак му је највећи генерални допринос на подручју флористике. Његов хербар данас се чува у Универзитету у Падови (PAD).
У мају 1877. због нарушеног здравља поднео је оставку на све функције, преминуо је у Падови 4. маја 1878. године.
Градски парк у његовом родном Шибенику носи име по Визијанију. Током свог живота никада није заборавио свој родни град, подржавајући га много пута. Године 1863. донирао је велику суму за проширење и модернизацију локалне болнице коју је основао његов отац 1807. године. У истом граду је и сахрањен.

## Допринос ботаници
Визијанијево животно дело је Флора Далмације (Flora Dalmatica) у коме се дотакао мало и флоре Црне Горе и Херцеговине.
Написао је дело „Flora Dalmatica” у три велика тома (прво издање у Лајпцигу). У њој је обрадио више од 2500 биљних врста и нижих таксономских јединица према Линеовом методу. По први пут је описао 60 врста и 5 нових родова биљака. По препоруци Антуна Дробца у дело је уврстио и по први пут описао сва физиолошка обиљежја биљке далматински бухач. У овом раду писао је не само научне него и хрватске називе биљака.
Учествовао је и у проучавањима флоре кнежевине Србије, па је заједно са Јосифом Панчићем издао три свеска нових српских биљака (Plantae serbicae. Венеција, 1862-1870). Почасни је члан Српског ученог друштва од 8. јануара 1867.
По њему су назване биљке Визијанијев врисак (Satureja visianii), Визијанијева оштрика (Onosma visianii) и Визијанијева модричица (Asperula visianii). У околини Клиса пронашао је ендемску биљку Далматинско звонце (Edraianthus dalmaticus). Биљка такође названа у његову част Визијанијево птичје млеко (Ornithogalum visianicum) jе биљни ендем из Хрватске, који је IUCN 2018. прогласио изумрлим. Следећи родови биљака такође су названи у част Визијанија: Visiania DC., 1844 [= Ligustrum L., 1753] и Visiania Gasp., 1844 [= Ficus L., 1753].

## Главне публикације
- Visiani, R. (1826). Stirpium dalmaticarum specimen. (број страница 57). Patavii.
- Visiani, R. (1828). Plantae rariores in Dalmatia recens detectae. Botanische Zeitung. Ratisbona.
- Visiani, R. (1830). Plantae dalmaticae nunc primae editae. Botanische Zeitung. Ratisbona.
- Visiani, R. (1836). Plantae quaedam Aegypti ac Nubiae. (број страница 43). Patavii.
- Visiani, R. (1839). Della origine dell'orto botanico di Padova. (број страница 43). Venezia.
- Visiani, R. (1840—1844). Illustratione delle piante nuove. Padova. — 3 vols.
- Visiani, R. (1842—1852). Flora dalmatica. Lipsiae. — 3 vols.
- Visiani, R. (1842). L'Orto botanico di Padova. (број страница 151). Padova.
- Visiani, R. (1847). Considerazioni intorno al genere ed alla specie in botanica. (број страница 59). Venezia.
- Massalongo, A. – Visiani, R. (1856). Flora de' terreni terziarii di Novale. (број страница 47). Torino.
- Visiani, R. – Pančić, J. (1862—1870). Plantae serbicae. Venetiis. — 3 vols.
- Saccardo, P.A. – Visiani, R. (1869). Catalogo delle piante vascolari del Veneto. (број страница 292). Venezia.

## Дела доступна електронски
- Della origine ed anzianità dell'Orto botanico di Padova (на језику: италијански). Venezia. 1839.
- Illustrazione delle piante nuove o rare dell'Orto botanico di Padova (на језику: италијански). Padova. 1840.
- L'Orto botanico di Padova nell'anno MDCCCXLII (на језику: италијански). Padova. 1842.
- Flora dalmatica (на језику: латински). 1. Leipzig: Hofmeister. 1842.
  - Flora dalmatica (на језику: латински). 2. Leipzig: Hofmeister. 1847.
  - Flora dalmatica (на језику: латински). 3. Leipzig: Hofmeister. 1852.
- Flora dalmatica. Supplementum (на језику: латински). 1. Padova. 1876.
  - Flora dalmatica. Supplementum (на језику: латински). 2. 1881.